# Gwynia capsula
Gwynia capsula är en armfotingsart som först beskrevs av John Gwyn Jeffreys 1859.  Gwynia capsula ingår i släktet Gwynia och familjen Gwynioidea. Inga underarter finns listade i Catalogue of Life.

## Bildgalleri

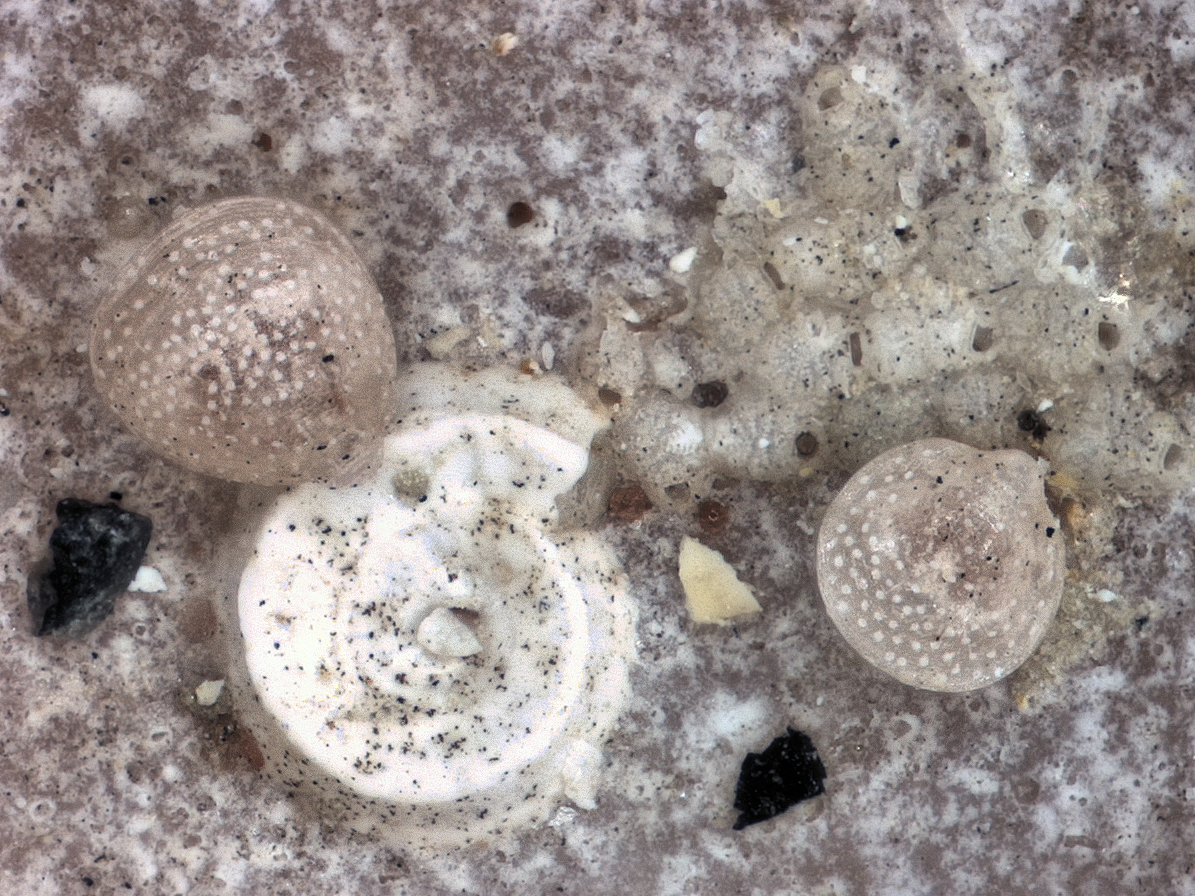
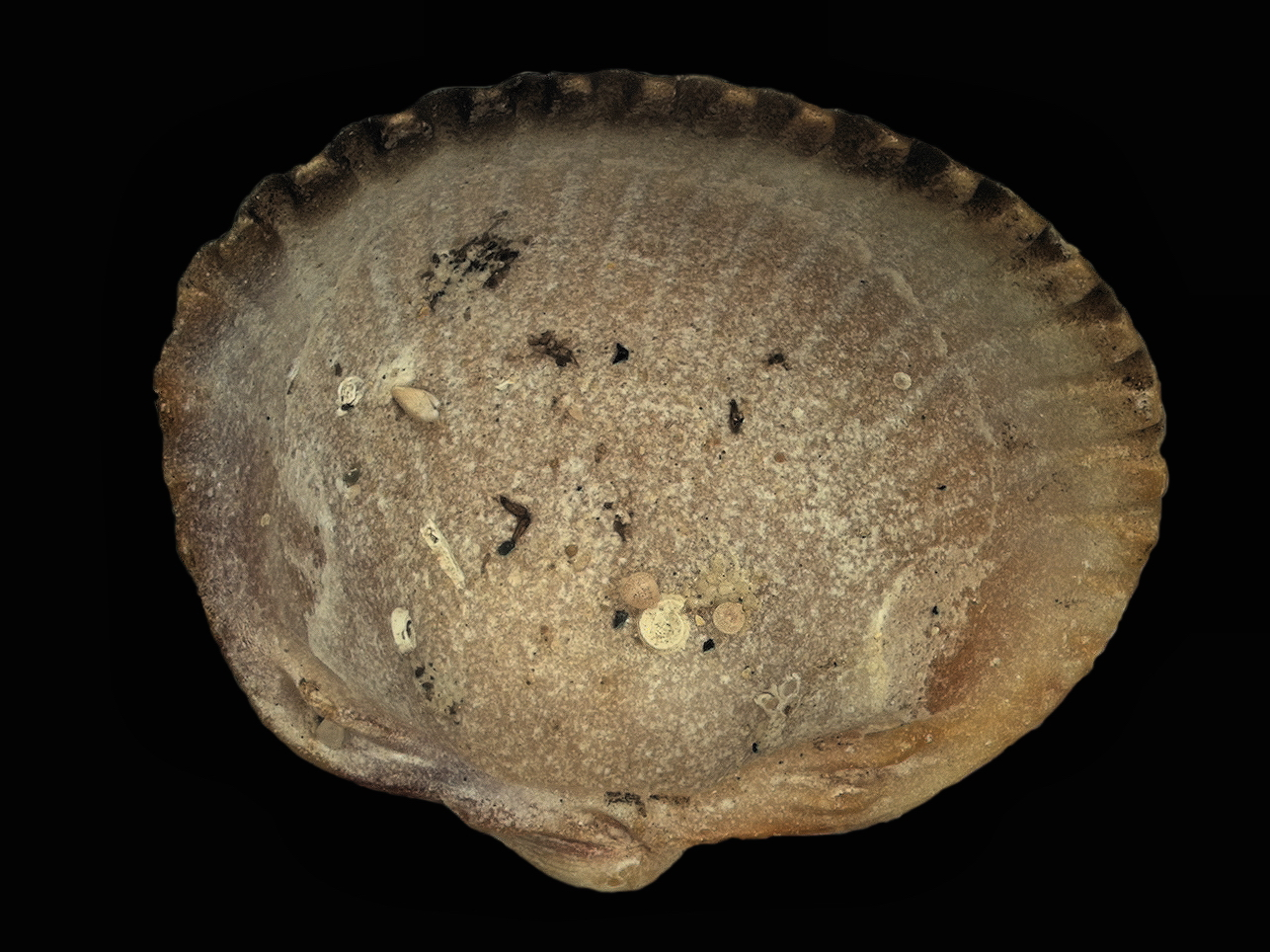
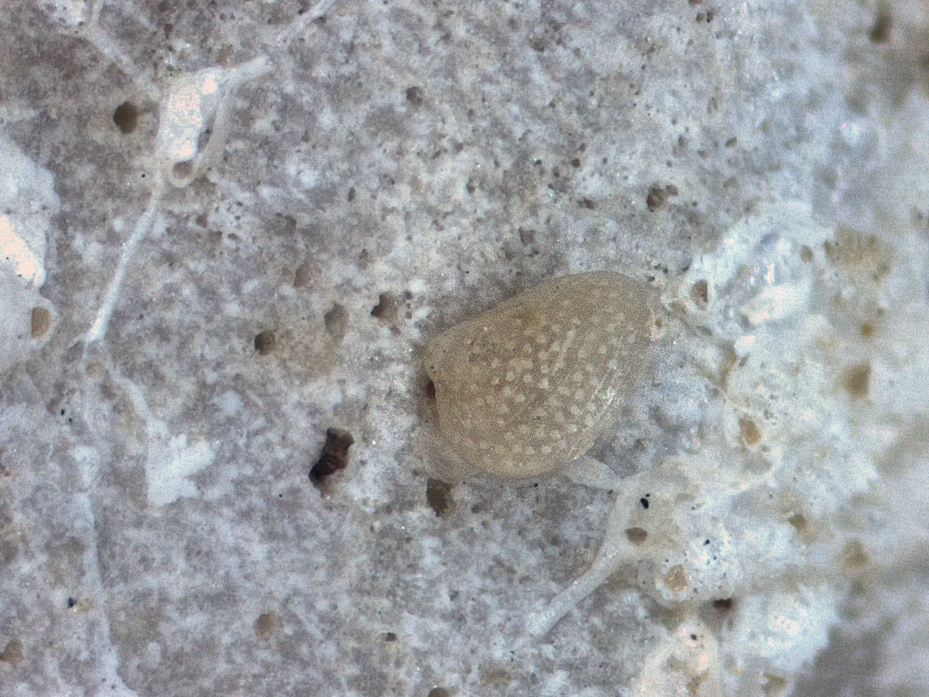